# Bongartsturm
Der Bongartsturm gehörte zu einer Reihe von Wehrtürmen der im 13. und 14. Jahrhundert errichteten äußeren Stadtmauer Aachens. Das Gebäude existiert heute nicht mehr.

## Allgemeines
Der Bongartsturm gehörte zur Ponttorgrafschaft. Der Name leitet sich von einem Bongart ab, dessen Gelände bis zur Stadtmauer reichten.
Der Bongartsturm war innerhalb der Stadtmauer durch die Wehrtürme Gregoriusturm, Beguinenturm, Burtscheider Turm und Langer Turm vom Stadttor Königstor separiert, während sich auf der gegenüber liegenden Seite lediglich der Krückenturm zwischen dem Turm und dem Ponttor befand.

## Architektur
Das nicht mehr existierende zweigeschossige Gebäude war halbrund gebaut und besaß eine Breite von 11 Metern sowie eine Tiefe von 8 Metern. Das untere Geschoss, das sich in Walldammhöhe befand, bot die Möglichkeit, aus drei Schießscharten das Feuer auf Angreifer zu eröffnen. Diese Öffnungen besaßen eine Besonderheit. Die mittlere Schießscharte war in Richtung Ponttor orientiert. Sie bot damit die Möglichkeit, bessere Schüsse in Richtung auf die Umgebung dieses Stadttores abzufeuern, ein Ziel, das mit größerer Wahrscheinlichkeit von Angreifern attackiert werden würde.
Eine Treppe aus Richtung des benachbarten Gregoriusturmes führte in das erste Geschoss dieses Turmes. Vier Schießscharten befanden sich in diesem Turmabschnitt.
Der Turm wurde wie der größte Teil der Stadtmauer und seiner Tore und Türme wahrscheinlich im ersten Viertel des 19. Jahrhunderts abgerissen.